# Герб Мосальска
Герб города Мосальска Калужской области Российской Федерации.

## Описание герба и его символики
Герб Мосальска был Высочайше утверждён 10 (21) марта 1777 года императрицей Екатериной II вместе с другими гербами городов Калужского наместничества (ПСЗ, 1777, Закон № 14596)
Подлинное описание герба города Мосальска гласило:

«Въ серебряномъ полѣ черный орелъ, увѣнчанный Княжескою короною, съ златымъ крестомъ, діагонально положеннымъ, который онъ держитъ в лѣвыхъ кохтяхъ, а въ правыхъ червленый щитъ съ Княжескою же короною, увѣнчанный съ златою литтерою М., изъявляющій, что сей градъ былъ часть владѣній Черниговскихъ, и принадлежалъ единому изъ колѣна Князей Черниговскихъ, которые во время бытностей своей подъ Литовскою державою, откуда под Россійскою въ царствованіе Великаго Князя Iоанна Васильевича возвратились, герб сей имѣли, а ради отличія его отъ герба; того ради Князей, серебряное поле сего орла имѣет зубцоватую опушку лазореваго цвѣта».

## История герба
Первое упоминание о Мосальске относится к 1231 году, когда город, в то время называвшийся Масальск, входил в Черниговское княжество. Позднее,  во второй половине XV века,  родоначальник  Моссальского рода князь Юрий Святославович карачевский (XV колено от Рюрика), получил от своего отца в удел город Мосальск и стал первым удельным князем Мосальским. Мосальск стал главным городом удельного Мосальского княжества.
Это обстоятельство нашло отражение в гербе города, который был Высочайше утверждён 10 марта 1777 года.
Составитель герба Мосальска герольдмейстер, князь М.М. Щербатов разработал городской герб на основе княжеских гербов Черниговских и Мосальских.

perrow=
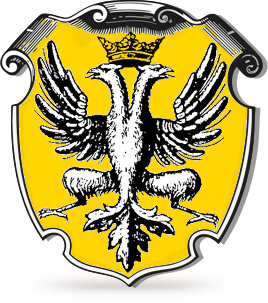
Герб Черниговского воеводства
Герб Чернигова
Масальский (герб)
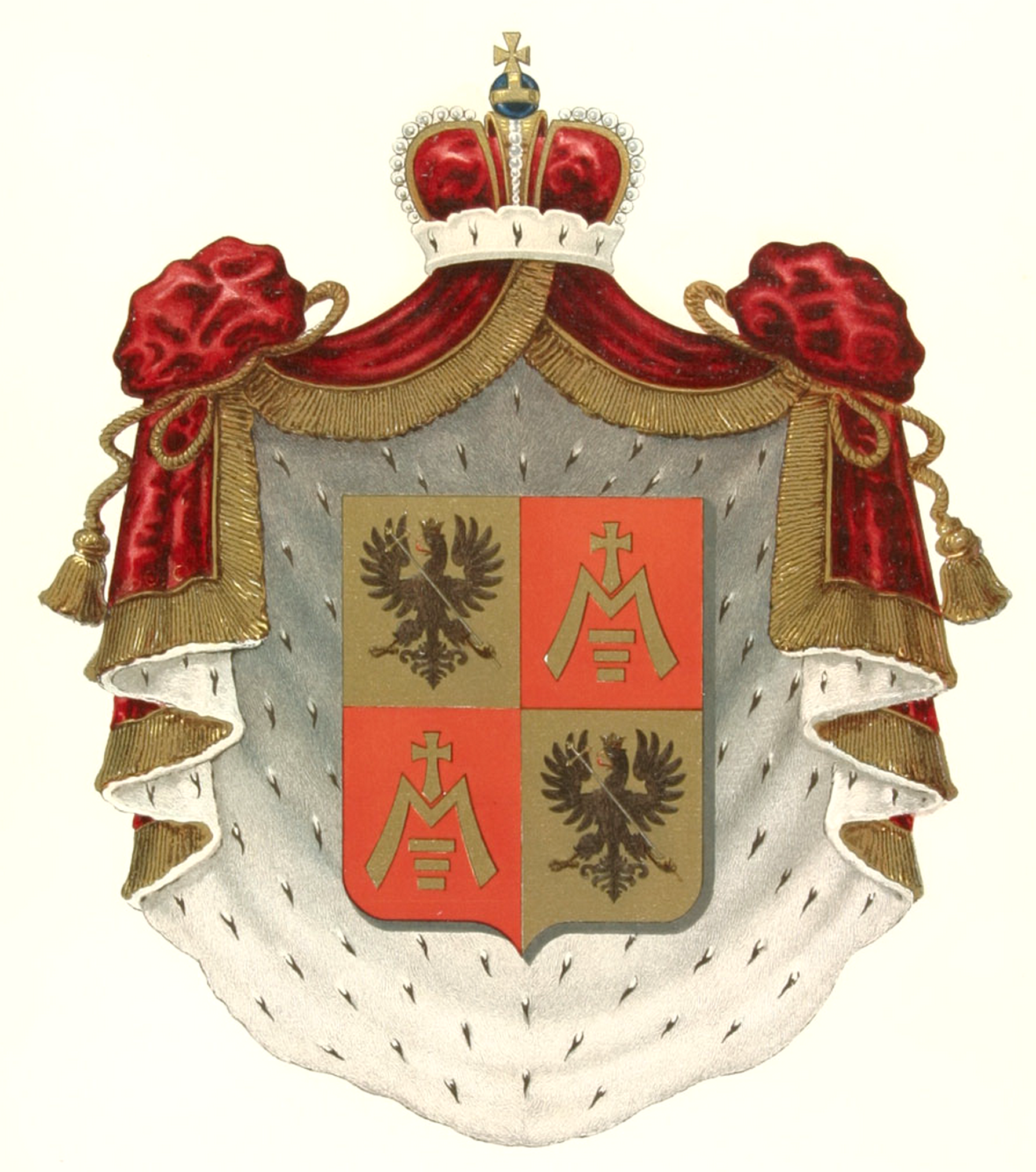
Герб рода Мосальских

В 1859 году, в период геральдической реформы Кёне, был разработан проект нового герба Мосальска (официально не утверждён):
«В серебряном щите, имеющем лазоревую зубчатую опушку, чёрный орёл, увенчанный княжеской короной, с длинным золотым крестом в левом когте, в правом червлёный щит с такой же короной, обременённый золотой литерой "М". В вольной части герб Калужской губернии. Щит увенчан серебряной стенчатой короной, за щитом положенные накрест золотые молотки соединённые Александровской лентой».

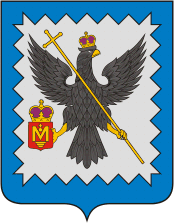
Герб Мосальского района (1997 год)

В советский период герб Мосальска (1777 года) не использовался.
В постсоветский период решение о возрождении или восстановлении исторического герба города в качестве официального символа Мосальска, городскими властями не принимались.
20 января 1997 года было принято решение районного собрания Муниципального образования «Мосальский район» "О гербе Мосальского района" (Вместе с Положением о гербе).  в котором было записано: «…Утвердить Герб города Мосальска Гербом Мосальского района».
Описание герба Мосальского района гласит: в серебряном поле чёрный орёл, увенчанный княжеской короной Черниговского княжества с золотым крестом, диагонально положенным, который он держит в левых когтях; в правых червленный щит с княжеской же короной, увенчанных золотой литерой "М". Серебряное поле щита имеет зубцоватую опушку лазоревого цвета. (описание приведено дословно, есть неточности - литера "М" не венчает червлёный (с одним -н) щит, а обременяет его.)